# Trigonomys simplex
Trigonomys simplex és una espècie de mamífer rosegador extint de la família dels aplodòntids, que actualment només conté una espècie vivent, el castor de muntanya. Fou descrit per Kurt Heissig l'any 1979. Se n'han trobat restes fòssils a Alemanya.